# مار تخم‌خوار هندی
مار تخم‌خوار هندی (نام علمی: Elachistodon westermanni)، یک گونه کمیاب از مارهای تخم‌خوار از خانواده قمچه‌ماران است. این گونه بومی شبه قاره هند است. این گونه مار وسترمن نیز نامیده می‌شود که بازتاب‌دهنده نام علمی آن است. این مار وابسته به سرده تک‌نماد Elachistodon است.
گونه E. westermanni تخم‌زا است.